# Bayadera ishikagiana
Bayadera ishikagiana là loài chuồn chuồn trong họ Euphaeidae (Epallagidae). Loài này được Asahina mô tả khoa học đầu tiên năm 1964.